# Lage Vuchtpolder

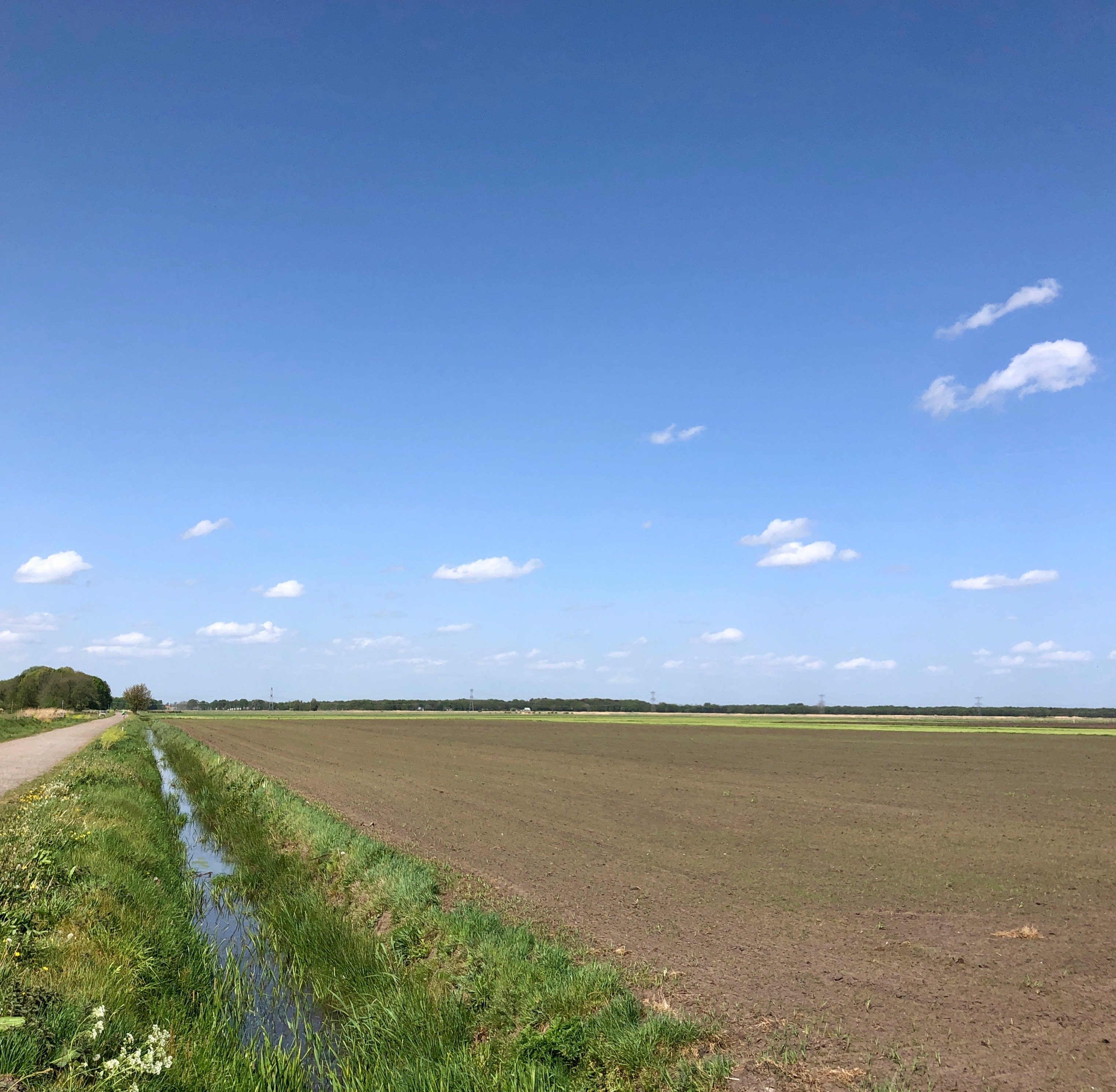
Lage Vuchtpolder

De Lage Vuchtpolder is een natuurgebied in het buitengebied van Teteringen, ten noorden van Breda.
Het gebied wordt omzoomd door de dorpen Terheijden, Den Hout,  Teteringen en de stad Breda. In de twintigste eeuw groeide de polder uit tot agrarisch gebied. De polder wordt stapsgewijs teruggegeven aan de natuur en maakt deel uit van de ecologische hoofdstructuur van Noord-Brabant.
De Lage Vuchtpolder was in de Tachtigjarige Oorlog onderdeel van de Bredase verdedigingslinies en de Spaanse omsingelingslinies. Breda was toen een stad met minder dan 6.500 inwoners, die werd belegerd door de Spaanse generaal Spinola. De huidige Spinolaschans aan de Hartelweg/Terheijdenseweg (noordwesten van de Lage Vuchtpolder) herinnert nog aan deze oorlogstijd. In 1701 werd ook de Linie van de Munnikenhof nabij dit gebied aangelegd.
De Lage Vuchtpolder is een natuurgebied dat de overgang vormt tussen de oostelijke zandgronden en bossen (Vrachelse heide en bossen) en de westelijke kleigronden die aan de Mark grenzen. De Lage Vuchtpolder is een bepalend onderdeel van de Brabantse ecologische hoofdstructuur die dieren een onbelemmerde doorgang van Oost naar West (en omgekeerd) toestaat.
De Lage Vuchtpolder grenst zuidelijk aan Breda-Noord. Het park Hoge Vucht vormt een natuurlijke overgang tussen de woonwijk en de Lage Vuchtpolder. Vanaf de kinderboerderij in dit park is er een doorsteek naar de Zwarte Dijk die de zuidelijke grens van de polder vormt. Aan de zuidoostelijke zijde grenst de Lage Vuchtpolder aan de wijk Waterdonken welke in 2008 is gerealiseerd.